# Giro del Belgio 1967
Il Giro del Belgio 1967, cinquantunesima edizione della corsa, si svolse in quattro tappe tra il 4 e il 7 aprile 1967, per un percorso totale di 805,8 km e fu vinto dall'italiano Carmine Preziosi.

## Tappe
| Tappa  | Data     | Percorso                        | km    | Vincitore di tappa | Leader cl. generale |
| ------ | -------- | ------------------------------- | ----- | ------------------ | ------------------- |
| 1ª     | 4 aprile | Bruxelles > Bouillon            | 240   | Ludo Van Dromme    | Ludo Van Dromme     |
| 2ª-1ª  | 5 aprile | Bouillon > Wellin               | 125   | Carmine Preziosi   |                     |
| 2ª-2ª  | 5 aprile | Han-sur-Lesse (Cron. a squadre) | 9,8   | Mann-Grundig       |                     |
| 3ª     | 6 aprile | Wellin > Wetteren               | 218   | Frans Melckenbeeck |                     |
| 4ª     | 7 aprile | Gand > Bruxelles                | 213   | Frans Melckenbeeck | Carmine Preziosi    |
| Totale | Totale   | Totale                          | 805,8 |                    |                     |

## Dettagli delle tappe

### 1ª tappa
- 4 aprile: Bruxelles > Bouillon – 240 km

Risultati
| Pos. | Corridore           | Squadra      | Tempo    |
| ---- | ------------------- | ------------ | -------- |
| 1    | Ludo Vandromme      | Mann-Grundig | 5h49'50" |
| 2    | Herman Van Springel | Mann-Grundig | s.t.     |
| 3    | Carmine Preziosi    | Molteni      | s.t.     |

### 2ª tappa-1ª semitappa
- 5 aprile: Bouillon > Wellin – 125 km

Risultati
| Pos. | Corridore        | Squadra      | Tempo    |
| ---- | ---------------- | ------------ | -------- |
| 1    | Carmine Preziosi | Molteni      | 3h08'10" |
| 2    | Jan Janssen      | Pelforth     | s.t.     |
| 3    | Jan Nolmans      | Mann-Grundig | s.t.     |

### 2ª tappa-2ª semitappa
- 5 aprile: Han-sur-Lesse – Cronometro a squadre – 9,8 km

Risultati
| Pos. | Squadra       | Tempo  |
| ---- | ------------- | ------ |
| 1    | Mann-Grundig  | 13'18" |
| 2    | Salvarani     | a 14"  |
| 3    | Roméo-Smith's | a 15"  |

### 3ª tappa
- 6 aprile: Wellin > Wetteren – 218 km

Risultati
| Pos. | Corridore              | Squadra       | Tempo    |
| ---- | ---------------------- | ------------- | -------- |
| 1    | Frans Melckenbeeck     | Groene Leeuw  | 6h40'30" |
| 2    | Georges Van Den Berghe | Roméo-Smith's | s.t.     |
| 3    | Rik Van Looy           | Willem II     | s.t.     |

### 4ª tappa
- 7 aprile: Gand > Bruxelles – 213 km

Risultati
| Pos. | Corridore          | Squadra      | Tempo    |
| ---- | ------------------ | ------------ | -------- |
| 1    | Frans Melckenbeeck | Groene Leeuw | 5h43'30" |
| 2    | Jan Janssen        | Pelforth     | s.t.     |
| 3    | Rik Van Looy       | Willem II    | s.t.     |

## Classifiche finali

### Classifica generale
| Pos. | Corridore              | Squadra      | Tempo     |
| ---- | ---------------------- | ------------ | --------- |
| 1    | Carmine Preziosi       | Molteni      | 21h35'10" |
| 2    | Herman Van Springel    | Mann-Grundig | a 2"      |
| 3    | Jan Janssen            | Pelforth     | a 43"     |
| 4    | Jos Huysmans           | Mann-Grundig | a 44"     |
| 5    | Emiel Coppens          | Flandria     | a 45"     |
| 6    | Jan Nolmans            | Mann-Grundig | a 47"     |
| 7    | Ludo Vandromme         | Mann-Grundig | a 1'00"   |
| 8    | Martin Van Den Bossche | Roméo        | a 1'05"   |
| 9    | Arie den Hartog        | Bic          | a 1'07"   |
| 10   | Rik Van Looy           | Willem II    | a 1'20"   |

### Classifica a punti
| Pos. | Corridore    | Squadra   | Tempo |
| ---- | ------------ | --------- | ----- |
| 1    | Rik Van Looy | Willem II | ?     |

### Classifica a squadre
| Pos. | Squadra      | Tempo |
| ---- | ------------ | ----- |
| 1    | Mann-Grundig | ?     |